# Adur Bozed
Adur Bozed fou un noble sassànida, mobad de mobads (mowbedān mowbed) és a dir sacerdot màxim.
És esmentat a fonts perses junt amb dues altres persones que van portar el mateix títol, Ādurfarnbaḡ i Hūdād i juntament amb un personatge de nom Ādurbād, fill de Zardušt i net d'Ādurbād Mahrspandān,. Aparentment tots quatre corresponen al regnat d'Isdigerdes II (438-457) i el darrer ja vivia en temps d'Isdigerdes I (399-420). Les actes dels màrtirs en siríac esmenten un mobad de nom Adārbōzī en temps d'Isdigerdes I, que segurament era el mateix personatge, el qual va demanar al rei que ordenés a un mazdaista que s'havia convertit al cristianisme i havia donat terres per fer una església, de tornar a la seva anterior religió ui recuperar les terres, que van esdevenir temple del foc; un sacerdot cristià va recuperar les terres i va restaurar l'església però la població el va agafar i el va enviar presoner a Ctesifont, i fou jutjat per Adārbōzī; el sacerdot de nom Narses, va refusar penedir-se per haver apagat el foc sagrat i fou executat per orde del rei (probablement a l'entorn del 420).